# Emma Joos
Emma Joos (* 20. Februar 1882 in Weinsberg; † 20. Juli 1932 in Stuttgart) war eine deutsche Malerin und Grafikerin des Spätimpressionismus, besonders bekannt durch zahlreiche Bilder und Grafiken von Landschaften und Bäumen.

## Leben
Emma Joos war die Tochter des Stuttgarter Notars Georg Joos und seiner Ehefrau Magdalene Sofie geb. Steinhilber. Sie wuchs im „traditionellen Milieu des altwürttembergischen Protestantismus“ auf. Große Bescheidenheit, fast Askese, prägte ihren Lebensweg. Ihre Mutter verstarb früh, der Vater heiratete ein zweites Mal. Emma Joos selbst blieb ledig.
Von 1899 bis 1903 studierte Joos an der Akademie der Bildenden Künste in Stuttgart. Nach dem Sommersemester 1903 studierte sie im Künstlerinnenverein in München, insbesondere bei Christian Landenberger. Im Wintersemester 1905/1906 schloss Joos ihre Ausbildung an der Akademie der Bildenden Künste in Stuttgart ab, wo Landenberger Professor geworden war.
Von 1906 bis zu ihrem Tod war sie Mitglied im Württembergischen Malerinnenverein, von 1915 bis 1927 im Frauenkunstverband, Ortsgruppe Stuttgart.
Sie verbrachte zahlreiche Sommer in Abtsgmünd, einem kleinen Dorf im schwäbischen Aalen, wo sie insbesondere Kaltnadelradierungen vom Landleben (Bäume, Ernte etc.) anfertigte.
Nach dem Ersten Weltkrieg konnte sich Joos nur mit sehr sparsamem Verhalten über Wasser halten.
Von 1928 bis zu ihrem Tod im Jahre 1932 bewohnte Joos eine Atelierwohnung in dem Vereins-, Atelier- und Ausstellungsgebäude des Württembergischen Malerinnenvereins in der Eugenstraße 17 in Stuttgart und war dessen Mitbegründerin.
Emma Joos war die ältere Halbschwester des Physikers Georg Joos.

## Werk
Ganz im Sinne des Impressionismus malte Joos häufig in der freien Natur vor dem Motiv und nicht im Atelier. In ihren Arbeiten waren Landschaften ein zentrales Thema.
Der momentane Eindruck, die Lichtverhältnisse und „das, was man sieht“ waren wichtig. Joos erlernte Lithografie bei Alexander Eckener und konnte zahlreiche Bäume – ein Lieblingsmotiv der Künstlerin – in Schwarzweiß produzieren.
Werke von Emma Joos befinden sich im Kunstmuseum Stuttgart, der Staatsgalerie Stuttgart, sowie in der Kunstsammlung des Bundes Bildender Künstlerinnen Württembergs e.V., außerdem in Familienbesitz der Nachkommen ihrer Halbgeschwister. Die Kupferplatten ihrer Stiche wurden im Zweiten Weltkrieg vernichtet.
Bekannt sind von ihren Werken:
- Landschaft bei Wildberg, o. J., Ausstellung zu Gunsten württembergischer Künstler im Königlichen Kunstgebäude am Schlossplatz[3]
- Kolleginnen im Atelier, o. J., Kunstsammlung Bund Bildender Künstlerinnen Württembergs, Stuttgart[4]
- Emma Joos, Selbstbildnis, o. J., Kaltnadelradierung, Bund Bildender Künstlerinnen Württembergs, Stuttgart[2]
- Ernte, o. J., Kaltnadelradierung, Bund Bildender Künstlerinnen Württembergs, Stuttgart[2]
- Obstbäume, o. J., Kaltnadelradierung, Bund Bildender Künstlerinnen Württembergs, Stuttgart[2]
- Mutter und Kind, 1900, Öl, Privatbesitz[2]

## Ausstellungen
zu Lebzeiten der Künstlerin
- 1909: Stuttgart, Atelierhaus-Galerie (Ausstellung des Württembergischen Malerinnen-Vereins)[3]
- 1912 und 1914: Stuttgart, Württembergischer Kunstverein[3]
- 1915, 1924, 1927: Stuttgart, Württembergischer Kunstverein (Ausstellungen des Frauenkunstverbands)[3]
- 1915: Stuttgart (Ausstellung zu Gunsten württembergischer Künstler im Kgl. Kunstgebäude am Schlossplatz)[3]
- 1916: Stuttgart, Kunstgebäude („Württembergische Kunst 1891 bis 1916“)[3]
- 1925: Stuttgart, Kunstgebäude („Große Schwäbische Kunstschau des Künstlerbundes Stuttgart“)[3]
- 1927: Jubiläumsausstellung des Frauenkunstverbandes im Württembergischen Kunstverein[4]
- 1931: Stuttgart (Ausstellung des Künstlerbundes)[3]

posthum
- 1963: Stuttgart (Ausstellung zum 70-jährigen Bestehen des Bundes Bildender Künstlerinnen Württembergs)[4]
- 1966: Stuttgart, Kunstgebäude am Schlossplatz (Ausstellung des Bundes Bildender Künstlerinnen Württembergs)[3]
- 1982: Kirchheim unter Teck, Städt. Museum im Kornhaus („Malerei und Kleinplastik“)
- 2019: Böblingen, Städtische Galerie: „Netzwerkerinnen der Moderne – 100 Jahre Frauenkunststudium“[5]

## Ehrungen
In einem Neubaugebiet im Stadtteil Stuttgart-Stammheim wurden Straßen u. a. nach Künstlerinnen des Württembergischen Malerinnenvereins benannt. Darunter gibt es seit 2018 eine Emma-Joos-Straße.